# 東水戸駅

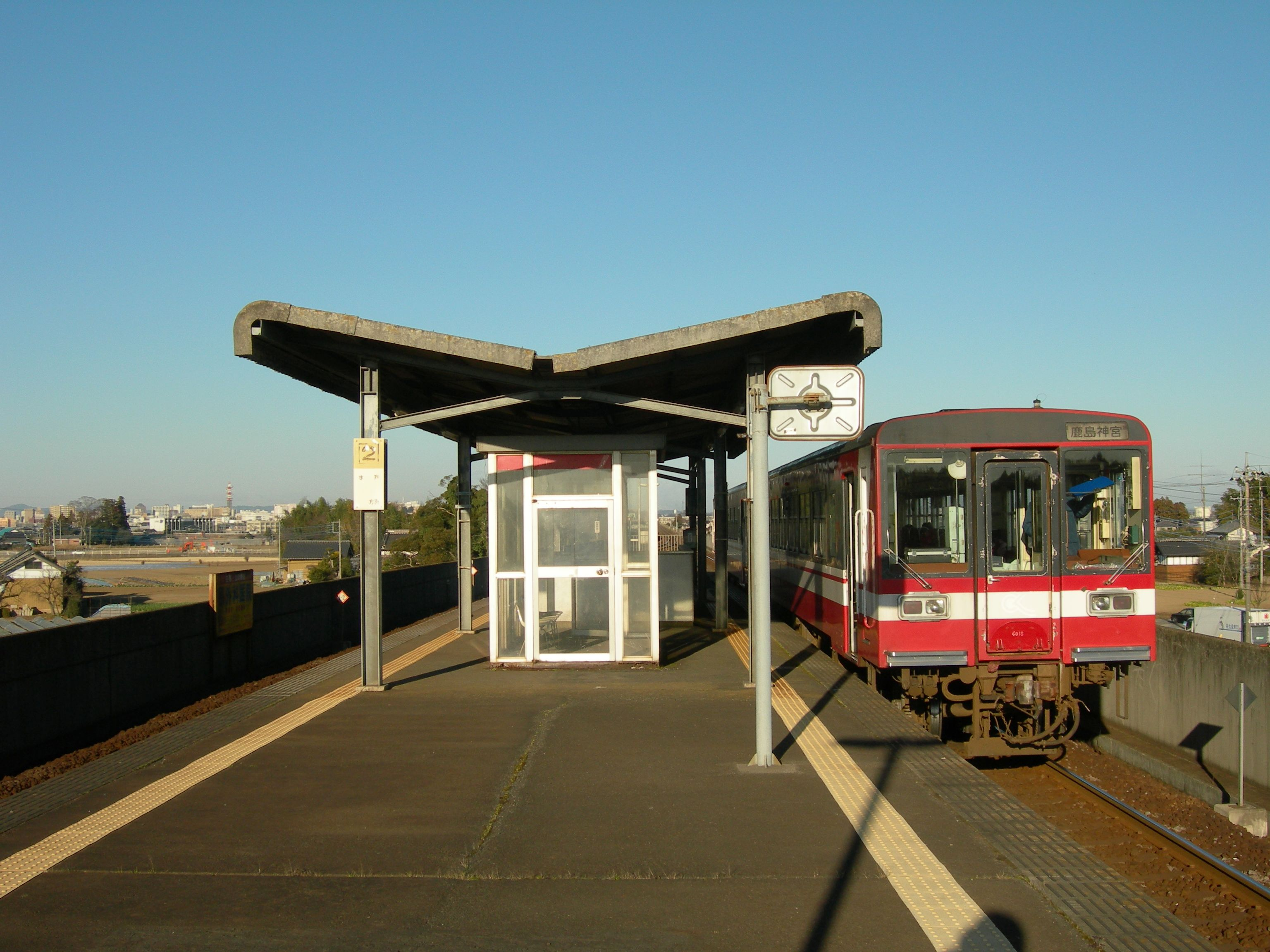
ホーム

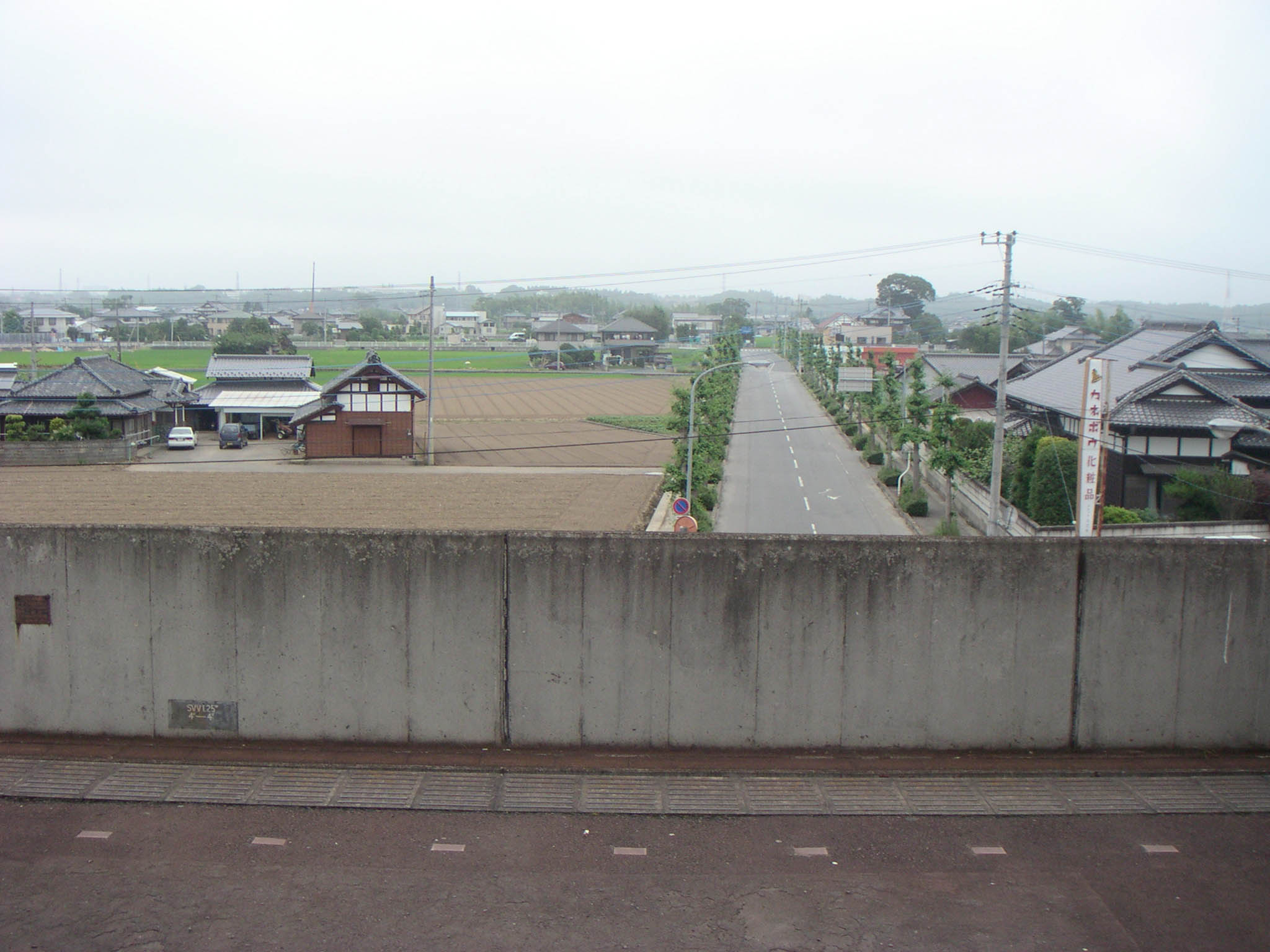
高架上から見た周辺の風景

東水戸駅（ひがしみとえき）は、茨城県水戸市吉沼町にある鹿島臨海鉄道大洗鹿島線の駅である。

## 概要
当駅は駅名の通り、水戸市の東部に位置し、枝垂れ桜の名所六地蔵寺の最寄り駅である。

## 歴史
1985年（昭和60年）3月14日の大洗鹿島線開業に向けて、水戸市が取付道路（延長400m）と駅前広場（3000m2）を同時整備する計画であったが、同市が用地買収予定の地権者に住宅建築確認を下していたと言う行政ミスを犯しており、開設までに駅へのアクセス道路が間に合うか危ぶまれていた。3月の開業直前になってから、ようやく住宅建築用基礎工事までした地権者との工事承諾を取交わす運びとなり、砂利敷きではあったが、開業時のアクセス道路は一部片側車線だけの暫定開通となった。
- 1985年（昭和60年）3月14日 - 大洗鹿島線開通と同時に開設[1]。

## 駅構造
島式ホーム1面2線を有する高架駅である。無人駅。

### のりば
| 番線 | 路線        | 方向 | 行先                 |
| ---- | ----------- | ---- | -------------------- |
| 1    | ■大洗鹿島線 | 下り | 新鉾田・鹿島神宮方面 |
| 2    | ■大洗鹿島線 | 上り | 水戸行               |

### 当駅における運行形態
- 上り（水戸方面）と下り（大洗・新鉾田・鹿島神宮方面）と共に、日中は概ね1時間に2本の普通列車が停車する[4]

## 利用状況
2019年度の1日平均乗車人員は73人である。
| 年度 | 一日平均乗車人員 |
| ---- | ---------------- |
| 2002 | 106              |
| 2003 | 101              |
| 2004 | 99               |
| 2005 | 95               |
| 2006 | 92               |
| 2007 | 88               |
| 2008 | 90               |
| 2009 | 85               |
| 2010 | 85               |
| 2011 | 73               |
| 2012 | 81               |
| 2013 | 80               |
| 2014 | 77               |
| 2015 | 79               |
| 2016 | 80               |
| 2017 | 79               |
| 2018 | 71               |
| 2019 | 73               |

## 駅周辺
- 上大野市民センター
- 水戸市立上大野小学校

### 路線バス
- 茨城交通バス「上大野市民センター」バス停が最寄りである。
  - <28> 平磯中学校下／茨大前営業所

## 隣の駅
鹿島臨海鉄道
■大洗鹿島線
水戸駅 - 東水戸駅 - 常澄駅